# پر-سیمون کیلدال

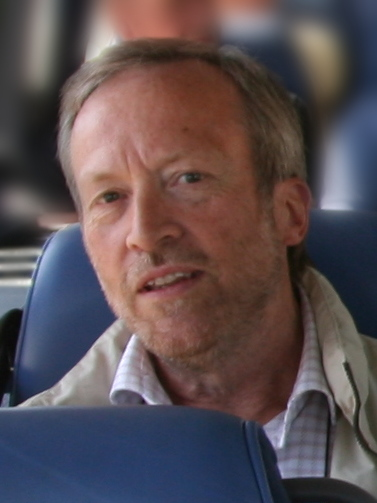
کیلدال در سال ۲۰۱۰.

پر-سیمون کیلدال (به نروژی: Per-Simon Kildal) (۴ ژوئیه ۱۹۵۱ - ۲۱ آوریل ۲۰۱۶)، استاد دانشگاه صنعتی چالمرز و عضو پیوسته مؤسسه مهندسان برق و الکترونیک بود . تخصص وی در زمینه الکترومغناطیس و آنتن است و در این زمینه اختراعاتی داشته است. وی از جمله در طراحی آنتن رصدخانه آرسیبو همکاری کرده است .